# Joseph Wouters
Joseph Wouters o Jos Wouters (Keerbergen, 21 de febrer de 1942) va ser un ciclista belga, que fou professional entre 1961 i 1965. Durant aquests anys aconseguí més de 40 victòries, sent les més importants la París-Tours de 1961 i la París-Brussel·les de 1962.

## Palmarès
- 1960
  - Vencedor de 2 etapes a la Volta a Bèlgica amateur
- 1961
  - 1r a la París-Tours
  - 1r a la Ronde van Brabant
  - Vencedor de 3 etapes a la Volta a Bèlgica amateur
- 1962
  - 1r a la París-Brussel·les
  - 1r a Acht van Brasschaat
  - 1r a la Ronde van Brabant
  - 1r al Prix de la Libération-Armentières
- 1963
  - 1r a la Fletxa Brabançona
  - 1r a la Volta a Limburg
  - Vencedor de 2 etapes de la Volta a Bèlgica
  - Vencedor d'una etapa de la París-Niça